# Enzo Zacchiroli
Enzo Zacchiroli (* 13. Dezember 1919 in Bologna; † 8. März 2010 ebenda) war ein italienischer Architekt.

## Leben

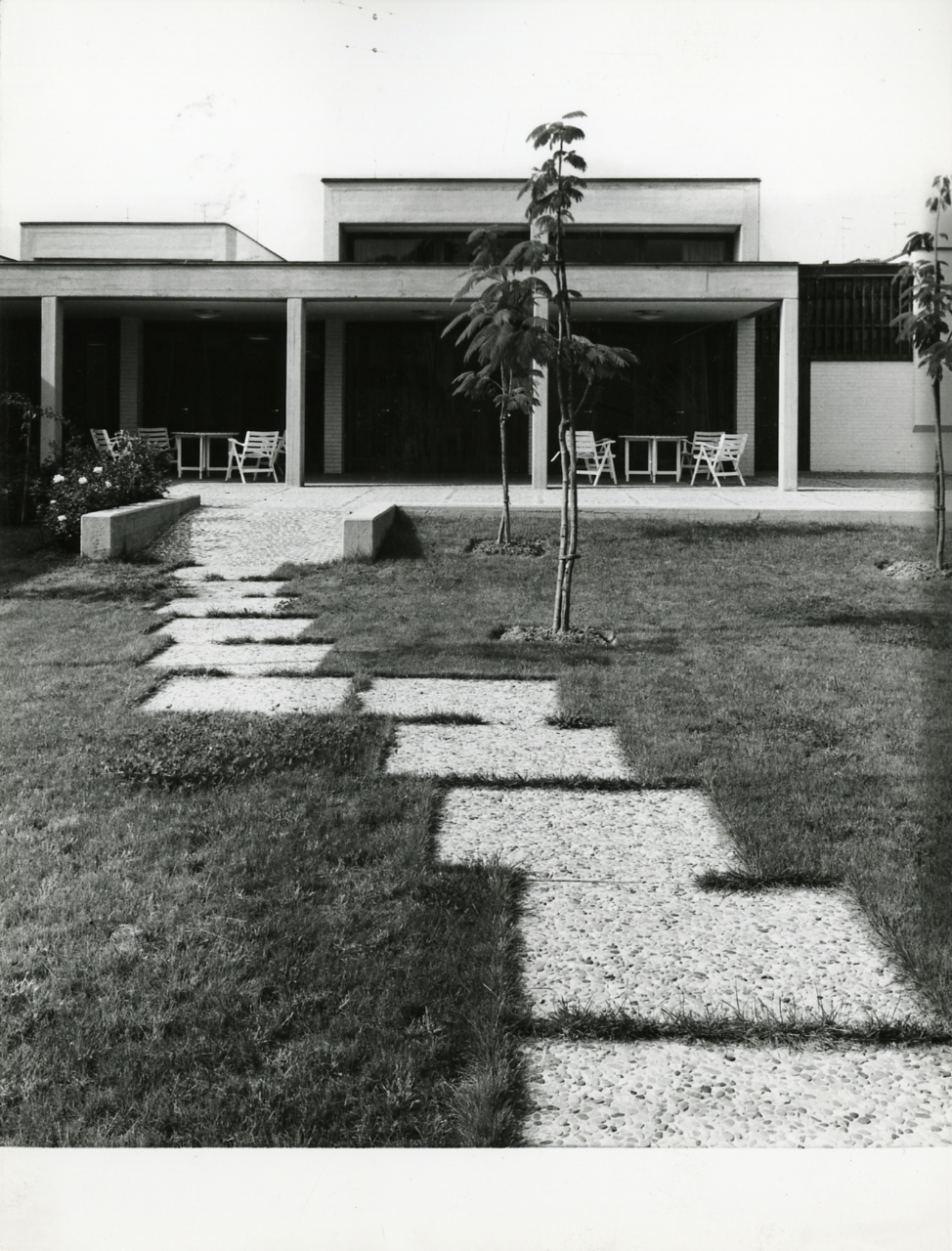
Imola, Neuropsychiatrische Diagnostikzentrum. Foto von Paolo Monti, 1968.

Zacchiroli wurde in der via Fondazza geboren, wo auch der Maler Giorgio Morandi sein Wohnatelier hatte. Zacchiroli begann 1938 sein Architekturstudium in Florenz, wo er 1951 mit seiner Abschlussarbeit den ersten Preis bei einem landesweiten Wettbewerb des Nationalen italienischen Olympischen Komitees gewann. Bis 1955 unterrichtete Zacchiroli als Assistent Kurse im architektonischen Entwerfen, wobei er mit Giuseppe Giorgio Gori und Adalberto Libera zusammenarbeitete. In Bologna arbeitete Zacchiroli für das Amt des Flächennutzungsplanes der Stadt, bis er 1958 sein eigenes Büro eröffnete.
Sein erstes Projekt war die örtliche Niederlassung der Johns Hopkins University (1956–1960) in Bologna, für das er 1961 den In/ARCH-Preis gewann. Ab 1981 war er Mitglied der Accademia di San Luca.

## Werke
- Johns Hopkins University, Bologna, 1956–1960
- Bibliothek Walter Bigiavi, Bologna, 1963–1973
- Associazione Industriali, Bologna, 1964
- Neuropsychiatrische Diagnostikzentrum, Imola, 1964–1969[3]
- Chiesa di Santa Croce, Casalecchio, 1975[4]
- Royal Hotel Carlton, Bologna, 1968–1973
- Verlagsgebäude Il Resto del Carlino, Bologna, 1969 (ausgezeichnet mit dem IN/ARCH-Preis 1964[5])
- Krankenhaus Malpighi, mit G. Conato, Bologna, 1972
- Telefonzentrale, jetzt Wirtschaftswissenschaften, Bologna, 1974
- Università degli Studi della Calabria, Cosenza
- Consiglio Nazionale delle Ricerche (CNR), Bologna
- Umbauten im Stadio Renato Dall’Ara für die Fußballweltmeisterschaft 1990
- Justiz-Palast, Turin

Imola, Neuropsychiatrische Diagnostikzentrum. Foto von Paolo Monti, 1968
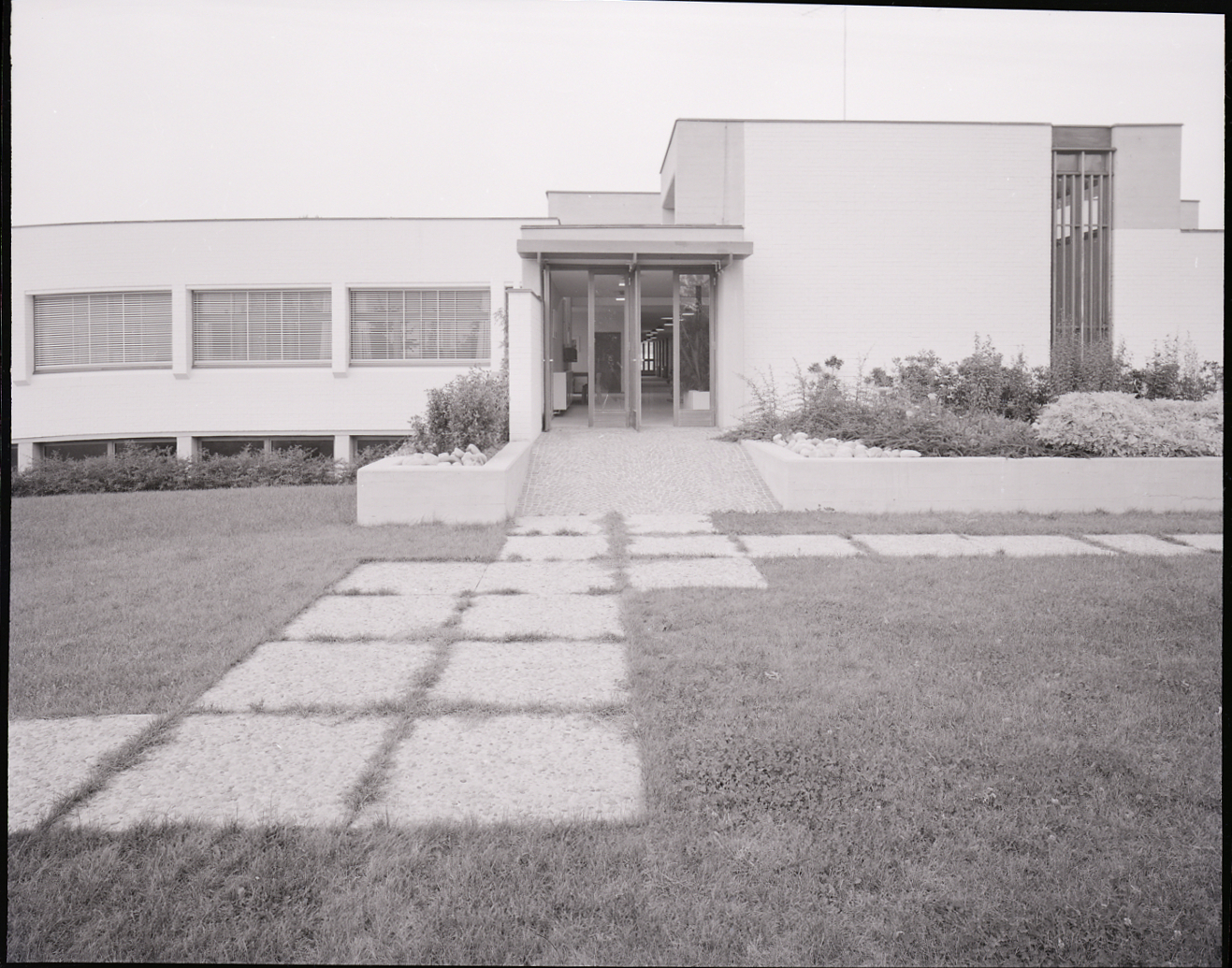
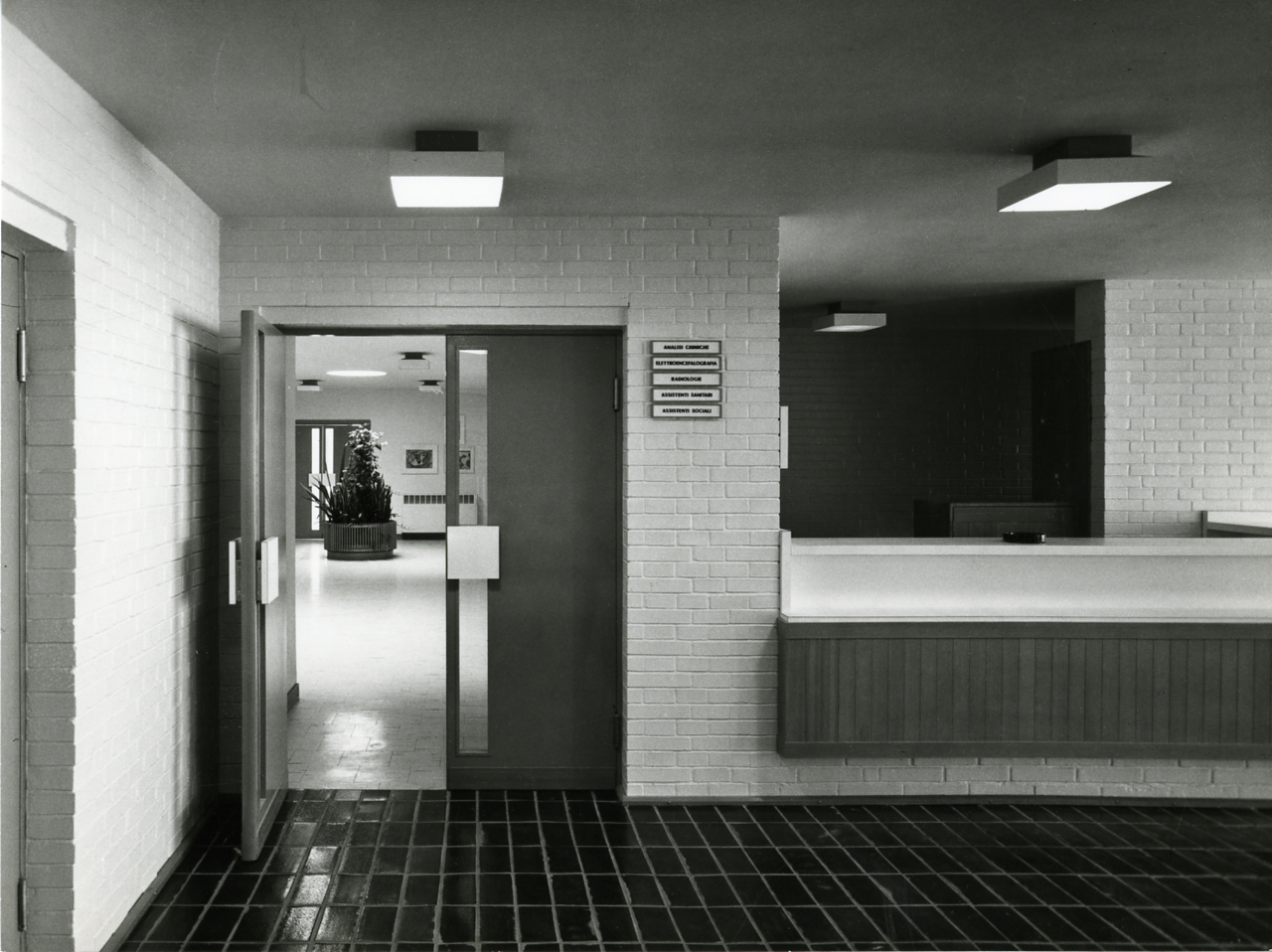
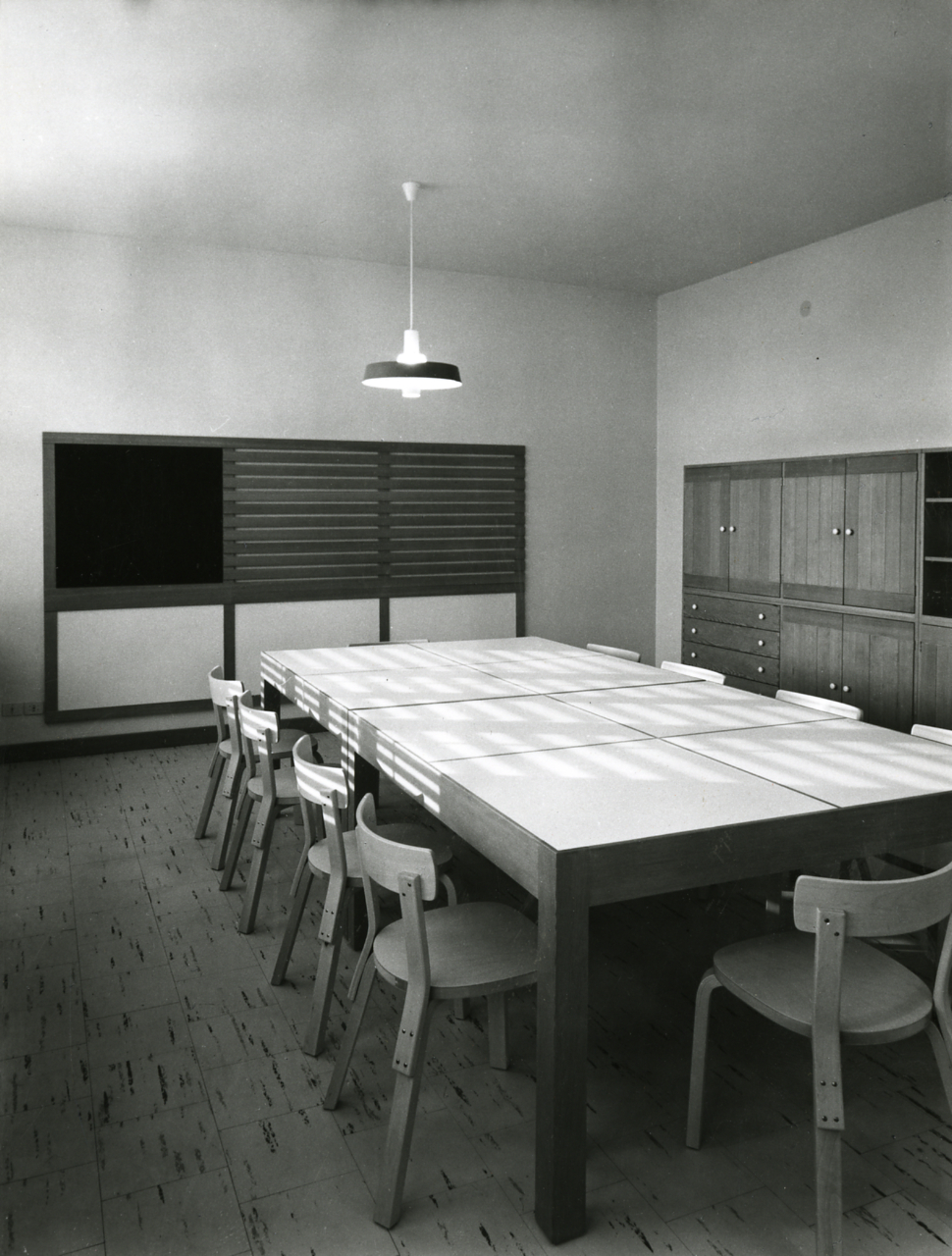

## Ausstellungen
- “Enzo Zacchiroli Architetto, Progetti e Opere 1958–1988”, Istituto Nazionale di Architettura, Rom, 1989;
- “Enzo Zacchiroli Architetto”, Bologna, 1990;
- “Enzo Zacchiroli Architetto”, Accademia delle Arti e del Disegno, classe di architettura, Florenz, 1992[6];
- “Enzo Zacchiroli. Opere recenti”, Trevi Flash Art Museum, Trevi, 1996;
- “Enzo Zacchiroli: la nuova sede della Banca d’Italia a Siena”, 1996;
- “Progetto del Centro Maria Teresa Chiantore Seragnoli” (In/ARCH), Rom, 1997;
- “Istituzioni di Architettura”, Florenz und Brescia, 1998/1999.